# Whisky puro de malta

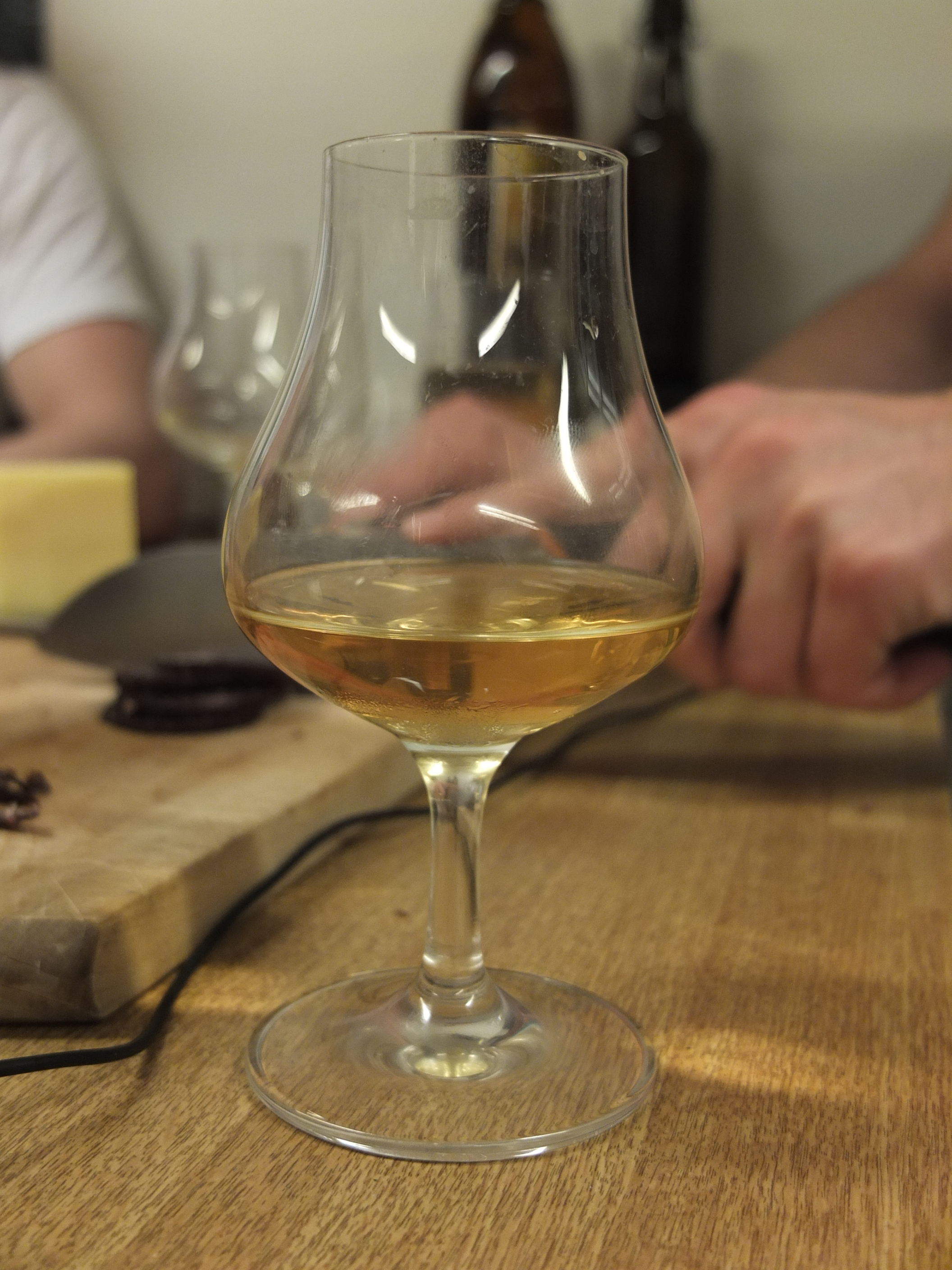
Un Bowmore de 12 años

El whisky puro de malta (en inglés: single malt whisky) es una bebida alcohólica de grano producida en una única (por eso "puro" o "single") destilería. Este tipo de whisky se destila exclusivamente a partir de la fermentación de un cereal malteado, usualmente la cebada, aunque también puede ser centeno. 
El más conocido es el whisky escocés single malt, obtenido a partir de cebada malteada de una única destilería y destilado un mínimo de dos veces en alambiques de cobre, con un mínimo de 40° y envejecido un mínimo de 3 años en barrica de roble exclusivamente en Escocia.
Los single malts o maltas puros provienen de una crianza en una única barrica, por lo que se denominan single cask ("barrica única") y son generalmente embotellados en su graduación natural (por ejemplo 51,4° en el caso del Balvenie Single Barrel 15 años). Los single casks son especialmente valorados entre los conocedores de whisky. Glenfiddich y The Glenlivet son dos de las marcas de whisky puro de malta más populares.